# Вејте, снегови (филм)
Вејте, снегови (енгл. Let It Snow) амерички је љубавно-хумористички филм из 2019. године, у режији Лука Снелина, по сценарију Кеј Канон, Викторије Страус и и Лоре Солон. Темељи се на истоименом роману Морин Џонсон, Џона Грина и Лорен Миракл. Приказан је 8. новембра 2019. за Netflix.

## Радња
На Бадње вече у Лорелу, Џули Рејес налеће у возу на поп звезду у успону, Стјуарта Бејла. Заменио ју је за обожаватеља када покуша да му врати његов телефон, на шта се она увреди, упркос његовим извињењима.

## Улоге
| Глумац             | Улога            |
| ------------------ | ---------------- |
| Изабела Мерсед     | Џули Рејес       |
| Шамик Мур          | Стјуарт Бејл     |
| Одеја Раш          | Ади              |
| Лив Хјусон         | Дори             |
| Мичел Хоуп         | Тобин            |
| Кирнан Шипка       | Енџи             |
| Метју Носка        | Ж. П. Лапијер    |
| Џејкоб Баталон     | Кион             |
| Мајлс Робинс       | Били             |
| Џоун Кјузак        | тајанствена жена |
| Ана Акана          | Кери             |
| Џон Шампејн        | Чад Рестон       |
| Џејми Шампејн      | Пит Рестон       |
| Д’Арси Карден      | Кира             |
| Андреа де Оливеира | Деби             |
| Виктор Риверс      | Попс             |
| Мејсон Гудинг      | Џеб              |
| Брајар Нолет       | Лиса             |